# Kannelkol

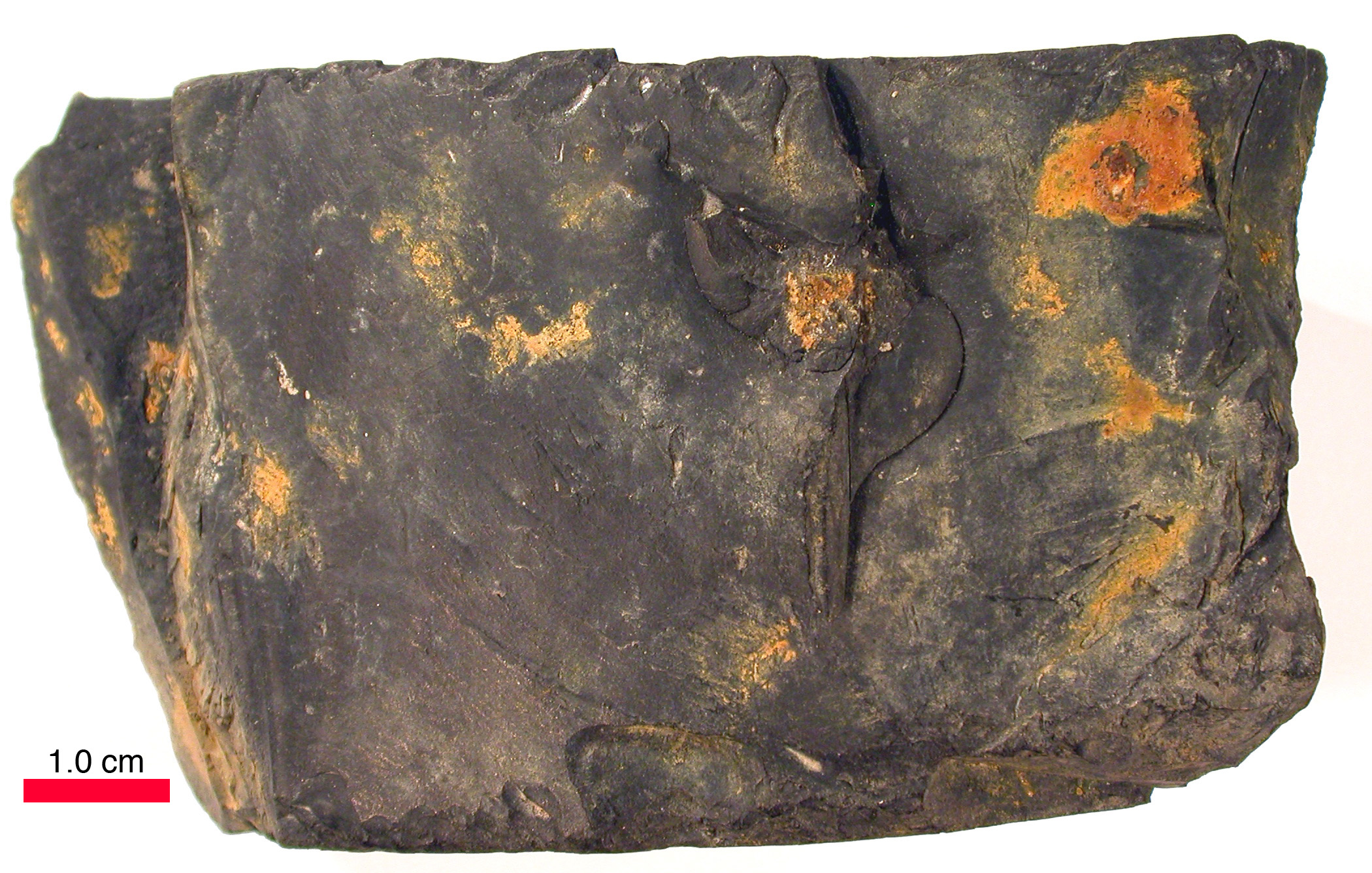
Kannelkol från Pennsylvania, USA

Kannelkol eller stearinkol, är en typ av bituminöst kol, som också klassificeras som oljeskiffer av markbunden typ. På grund av dess fysikaliska morfologi och låga mineralinnehåll anses kannelkol vara kol, men genom dess struktur och sammansättning av det organiska materialet anses det vara oljeskiffer. Även om termen kannelkol historiskt sett har använts omväxlande med myrkol, begränsar ett nyare klassificeringssystem kannelkol till markbundet ursprung, och myrhuvudkol till lakustrina miljöer. Sammansättningen varierar mycket, så att till exempel halten av flyktiga ämnen kan vara 33 – 58 procent.

## Sammansättning
Kannelkol är brun till svart oljeskiffer. Dess ursprung är hartser, sporer, vaxer och kutana och korkiga material från markbundna kärlväxter, delvis från Lycopsid (skalträd). Kannelkol ansamlades i dammar och grunda sjöar i torvbildande träsk och myrar under karbonåldern under syrebristförhållanden. Sålunda är kannelkolsömmar grunda och hittas ofta ovanför andra avlagringar, medan själva kolet, som är rikt på oljor, brinner länge, med en klargul låga och lite aska. De moderna Lycopodiopsida-släktingarna till dessa lykopsider (fjällträd), med deras liknande höga oljeinnehåll, sporer med stor yta, är källan till mycket brandfarligt lykopodiumpulver.
Kannelkol är också lägre i fast kol än typiskt bituminöst kol. Den innehåller olika mängder vitrinit och inertinit. Analytiskt består kannelkol av mikronit och maceral från exinitgruppen och vissa oorganiska material.
Vid destillation lämnar detta kol en tjära, som har mera paraffinartad karaktär än vanlig stenkolstjära. Den 17 oktober 1850, patenterade James Young, Glasgow, Skottland, en metod för utvinning av fotogen från kannelkol.
Vid uppvärmning sprängs en del sorter sönder med ett knastrande ljud och kallas ”parrot”-kol, medan andra sorter brinner med en hornartad lukt och benämns hornkol.

## Historik

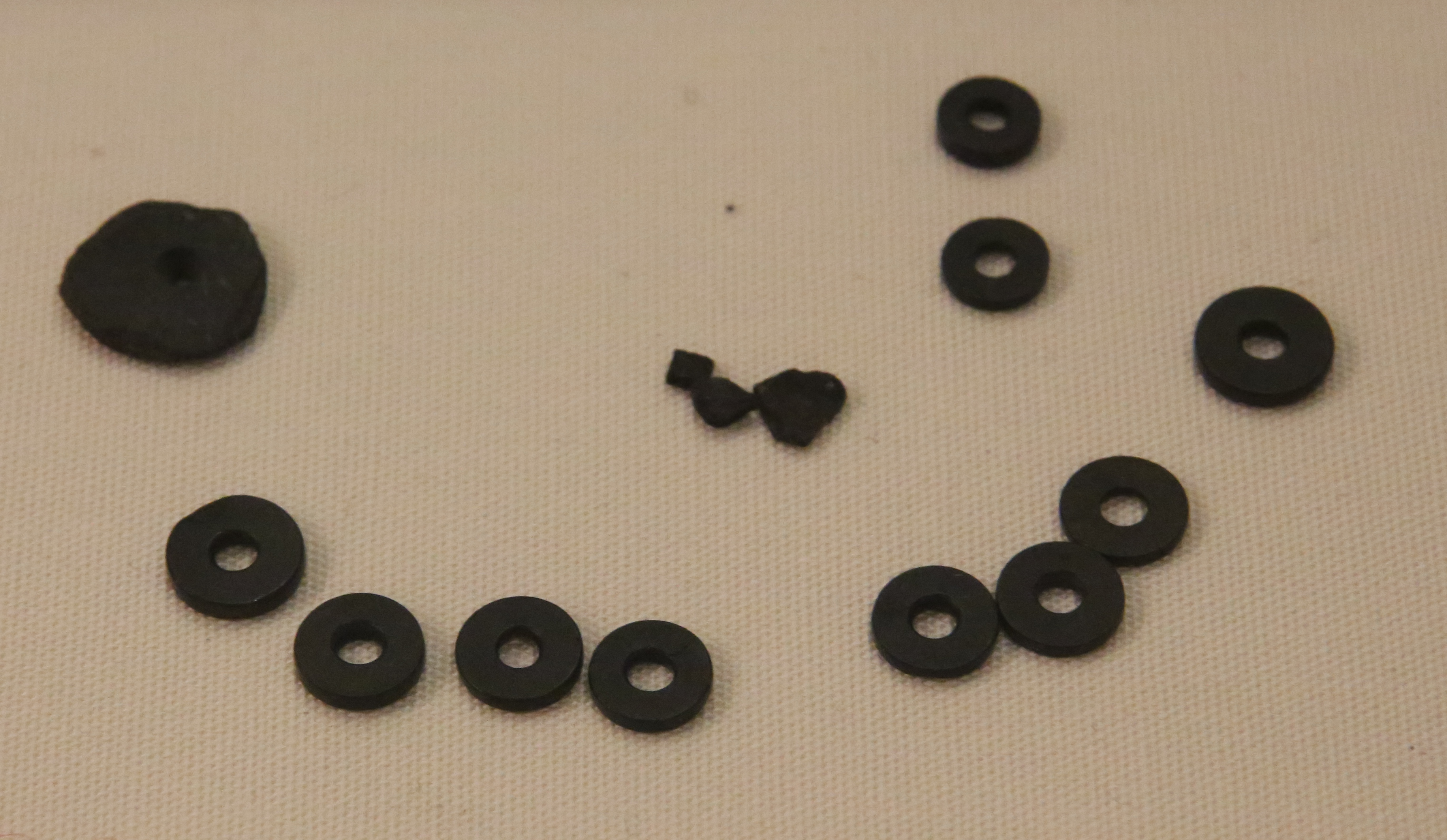
Kannelkolringar

I England upptäckte en medlem av familjen Bradshaigh en riklig grund söm av släta, hårda kannelkol på sin egendom i Haigh, Lancashire på 1500-talet. Det grunda djupet där den hittades gjorde att den var lämplig för de enkla ytbrytningsmetoderna som fanns på den tiden. Det kunde bearbetas och snidas och var uppskattat för eldstäder som ett utmärkt bränsle som brann med en stark låga, lätt tändes och lämnade praktiskt taget ingen aska.
Kannelkol fick ett högt pris som rostbränsle för användning i eldstäder i hemmet. Den brann längre än ved och hade en ren, ljus låga. Det är mer kompakt och mattare än vanligt kol och kan bearbetas i svarv och poleras. I Durhams kolfält och på andra ställen var det ett populärt tidsfördriv bland gruvarbetarna att skulptera kannelkol till prydnadsföremål.
Överskottet av väte i ett kol, över den mängd som krävs för att kombineras med dess syre för att bilda vatten, är känt som engångsväte och är ett mått på kolets lämplighet för användning vid tillverkning av kolgas. Sådant kol, även om det har litet värde som bränsle, kräver ett speciellt högt pris för gastillverkning. Kannelkol användes som en viktig råvara för den historiska tillverkade gasindustrin, eftersom gasen som producerades från det var värdefull för belysning på grund av ljusstyrkan i lågan den producerade. Kannelgas användes i stor utsträckning för hushållsbelysning under hela 1800-talet innan glödstrumpan uppfanns av Carl Auer von Welsbach på 1880-talet. Efter introduktionen av glödstrumpan tappade kannelkol sin fördel som ett tillverkat gasråmaterial eftersom gasstrumpan kunde producera stora mängder ljus utan hänsyn till flammans ljusstyrka hos den förbrända gasen.

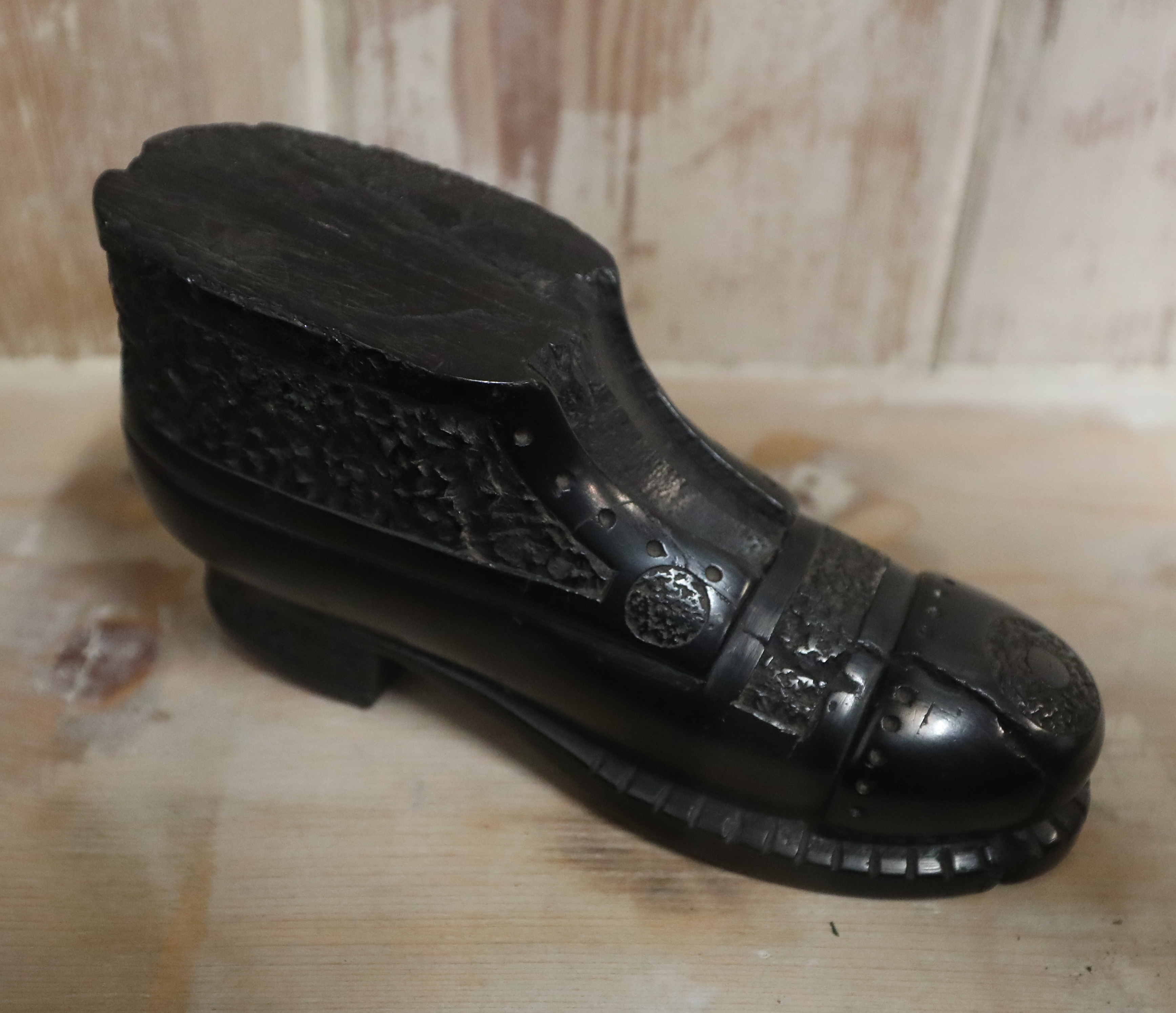
Skulptur av en känga av kannelkol i samlingarna på Black Country Living Museum

Den 17 oktober 1850 patenterade James Young, från Glasgow, Skottland, en metod för utvinning av paraffin (fotogen) från torbanit, ett mycket rent kannelkol. Den användes flitigt från 1850 till 1860 vid tillverkning av kololja, som idag skulle kallas skifferolja. Den huvudsakliga konsumentprodukten var lysfotogen. År 1860 fanns det 55 företag i USA som tillverkade kololja från kannelkol, de flesta av dem nära kannelkolgruvorna, i New York, Pennsylvania, Ohio, Kentucky och västra Virginia (nu West Virginia). Upptäckten av petroleumfyndigheter i USA, som började med Drake Oil Well 1859, gjorde petroleum till ett billigare råmaterial för att tillverka fotogen och drev den amerikanska oljeskifferindustrin i konkurs.
I juni 1857 bevittnade en stor sammankomst för att fira nedläggningen av en grundsten till en piedestal för att höja den avställda Locomotion No 1 utanför Stockton and Darlington Railway Station (nu North Road Station och Darlington Railway Museum - Head of Steam) hur det inuti ett speciellt hålrum i piedestalen lades många föremål som en tidskapsel, och en kannelkollåda tillverkad av en lokförare, Robert Murray, som en hyllning till Edward Pease (ofta känd som "Järnvägarnas fader") .

## Förekomst och användning
Förekomster av kannelkol finns i England, på Spetsbergen, i Amerika och Australien. 
Kannelkolet användes förr av den fattiga befolkningen i gruvdistrikten istället för ljus, varav namnet ”candle”-(ljus)kol.
Det har använts som smycken sedan yngre stenåldern, med bitar som förekommer i Skottland (ofta tillsammans med jet) från århundradena före 3500 f.Kr.